# Santa Maria del Parto a Mergellina
Koordinaten: 40° 49′ 29,6″ N, 14° 13′ 12,9″ O

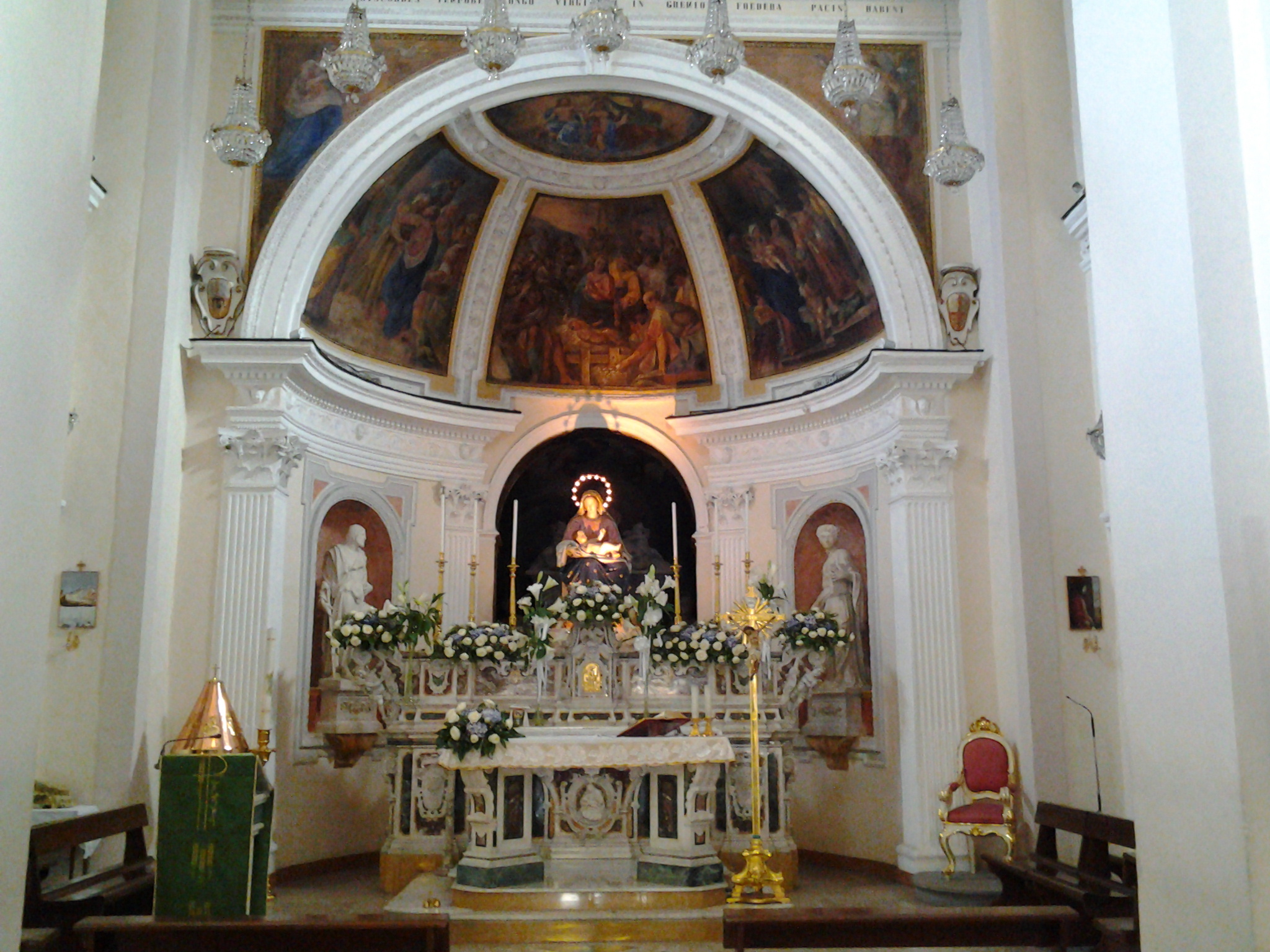
Apsis mit Hauptaltar

Santa Maria del Parto a Mergellina (oder kurz: Santa Maria del Parto) ist eine Kirche in Neapel, an der via Mergellina im Viertel Mergellina im Stadtteil Chiaia. Der italienische Beiname „del Parto“ bedeutet „Geburt, Niederkunft“, und bezieht sich auf Maria als Mutter Jesu und als Beschützerin schwangerer und gebärender Frauen.
Die Kirche ist in mehrfacher Hinsicht, durch ihre Geschichte und Lage, ungewöhnlich, und vor allem als Kirche des neapolitanischen Renaissance-Dichters Jacopo Sannazaro bekannt, für den in der Kirche auch ein künstlerisch bedeutendes Grabmonument errichtet wurde.

## Geschichte
Die Kirche wurde zu Beginn des 16. Jahrhunderts von Jacopo Sannazaro errichtet, der hier auf einem Landgut lebte, das ihm König Friedrich von Aragon 1497 (nach anderen Quellen 1499) geschenkt hatte. Zuvor gehörte der Besitz dem Benediktinerkloster Santi Severino e Sossio.
Sannazaro verbrachte hier die letzten Jahre seines Lebens und ließ einen Turm, ein Haus und zwei übereinanderliegende Kapellen bauen, von denen die untere der Jungfrau Maria geweiht war und die obere dem Heiligen Nazarius  – den der Dichter offensichtlich wegen der Ähnlichkeit mit seinem eigenen Namen als seinen Namenspatron ansah. Die Unterkirche war 1524 fertig. Nach der französischen Besatzung von 1528, bei der Sannazaros Turm zerstört worden war, übergab er die mittlerweile fast fertige Kirche 1529 (im Jahr vor seinem Tod) Servitenmönchen, die man „Padri di santa Maria dei Servi“ oder „Servi di Maria“ (Diener der Maria) nannte.

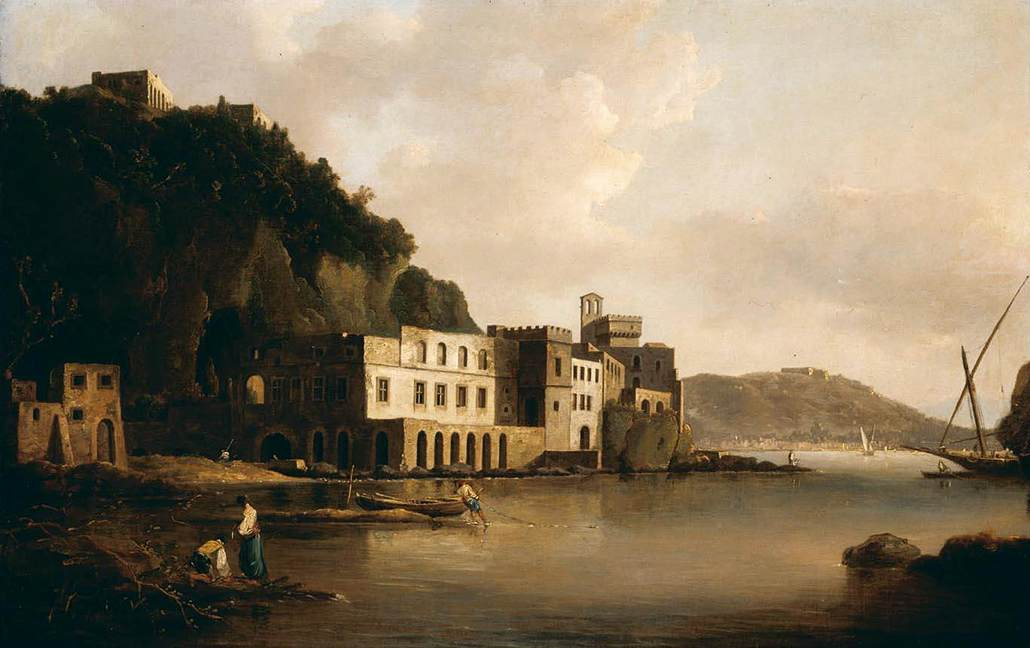
Die Kirche um 1777–79 auf einem Bild von William Marlow (Die Bucht von Neapel bei Posillipo)

Die Kirche erhielt ihren Beinamen „del Parto“ in Anlehnung an Sannazaros lateinisches Poem De partu Virginis („Über die Geburt der Jungfrau“), das er an diesem Ort geschrieben hat.
Auf Sannazaros eigenen Wunsch wurde er in der Kirche, die unweit vom Grab seines Lieblingsdichters Vergil liegt (im heutigen Parco Vergiliano a Piedigrotta), begraben und ihm ein Monument errichtet. Die Unterkirche wurde später aufgegeben und zu einem Hypogäum umfunktioniert, die Oberkirche auf Wunsch von Sannazaros Erben Giovanni Carlo Mormile und Simone Moccia, erweitert und ausgebaut. Die Kirche war damals von Gärten und Statuen umgeben, und der Ort so angenehm und idyllisch, dass er im Sommer bei Mitgliedern vom Hof der Vizekönige sehr beliebt war.
Während der französischen Herrschaft unter Joachim Murat (1806–1815) wurde das Kloster der Serviten wie viele andere auch aufgehoben und die Mönche vertrieben. Die Gebäude unter der Kirche gingen in Privatbesitz über und wurden als Wohnungen vermietet. In einer dieser Wohnungen soll einige Jahre lang Gioacchino Rossini gelebt haben, der sie von dem berühmten Impresario Domenico Barbaja gemietet hat.
1812 wurde die Kirche an die Confraternita del Santissimo Rosario übergeben. und am 24. Mai 1935 wurde sie offiziell zu einer selbständigen Gemeinde (parrocchia autonoma). Die Serviten durften erst 1971 wieder zurückkehren. In den letzten Jahren (Stand 2018) wurden verschiedene Restaurierungsmaßnahmen durchgeführt.

## Beschreibung

### Äußeres
Die Kirche ist ziemlich malerisch in der Bucht von Mergellina direkt am Ufer gelegen. Um sie zu erreichen, muss man eine Treppenanlage hinaufsteigen, die auf eine Art schmale Terrasse führt, die zugleich der Vorplatz der Kirche ist. Unter der Terrasse und unter der Kirche befinden sich heute Gebäude mit Wohnungen.
Die Fassade der Kirche entspricht sowohl in der Form, als auch in der aktuellen Farbgebung in dunklem Weinrot (Stand 2018) nicht mehr dem Originalzustand, sie wurde im 19. Jahrhundert verändert, vermutlich als hier Privatwohnungen eingerichtet wurden. Zu den originalen Elementen gehört das Rundbogenportal und zwei kleine runde Öffnungen mit Fresken, die die Porträts von Sannazaro und König Friedrich von Aragon zeigen (schlecht erhalten). Rechts und links sind Tafeln mit Inschriften angebracht.

### Innenraum

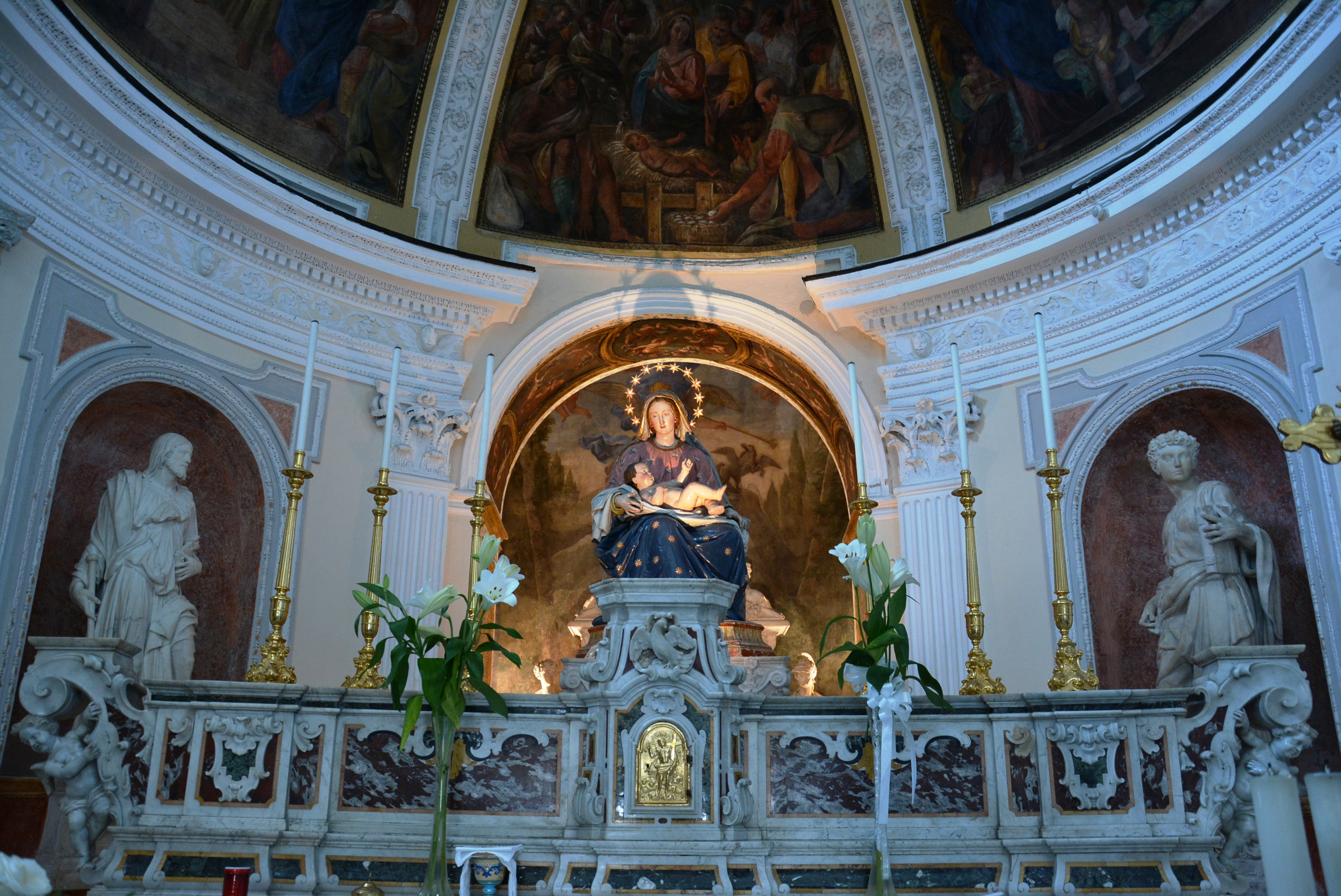
Hochaltar mit Madonna del Parto und Fresken

Das Innere ist ein einschiffiger Kirchenraum mit drei kleinen Seitenkapellen – oder besser: Seitenaltären – rechts und links.
Sannazaro gab bei Giovanni da Nola 1520 auch einige holzgeschnitzte Figuren für eine Krippe in Auftrag, von den ursprünglich 14 Figuren sind nur noch fünf erhalten: Maria und Joseph und drei Hirten. Sie befinden sich heute in einem Nebenraum der Sakristei.
Auf dem barocken Hauptaltar aus vielfarbigem Marmor befindet sich eine 1865 von Francesco Saverio Citarelli geschaffene Figur der Jungfrau Maria mit dem Jesuskind (1865), die hier (entsprechend dem Namen der Kirche) als Beschützerin von schwangeren und gebärenden Frauen verehrt wird. In der Apsis dahinter wurde eine antikisierende Architektur geschaffen, die aus einer großen Rundbogennische besteht, in deren Zentrum sich wiederum ein kleiner offene Rundbogen (hinter der Madonnenfigur) befindet; zu beiden Seiten stehen vor dunkelrot ausgekleideten Nischen zwei Skulpturen des heiligen Jakobus und des San Nazario, die von Bartolomeo Ammanati in einem sehr antikisierenden Stil geschaffen wurden.
Das Gewölbe darüber ist mit Fresken aus dem Leben der Jungfrau Maria dekoriert, die 1593 von Paolo Guidotti Borghese geschaffen wurden: Im Mittelfeld die Anbetung der Hirten mit einer kleinen Marienkrönung darüber, links die Heimsuchung Mariä, und rechts die Circumcision (siehe Abb.). Ganz oben in einem Fries ist ein Distichon von Sannazaro über die Jungfrauengeburt eingraviert: Virginitas partus discordes tempore longo / Virginis in gremio foedera pacis habet.
In der kleinen Kapelle rechts vom Presbyterium befindet sich ein Gemälde mit der Anbetung der Könige von dem flämischen Maler Cornelis Smet aus Mechelen. Dieses Bild bekam Sannazaro von König Federico geschenkt, und es wurde später von den Kunsthistorikern Vasari und Galante für ein Werk von „Giovanni Wan Dick“ aus Brügge gehalten.

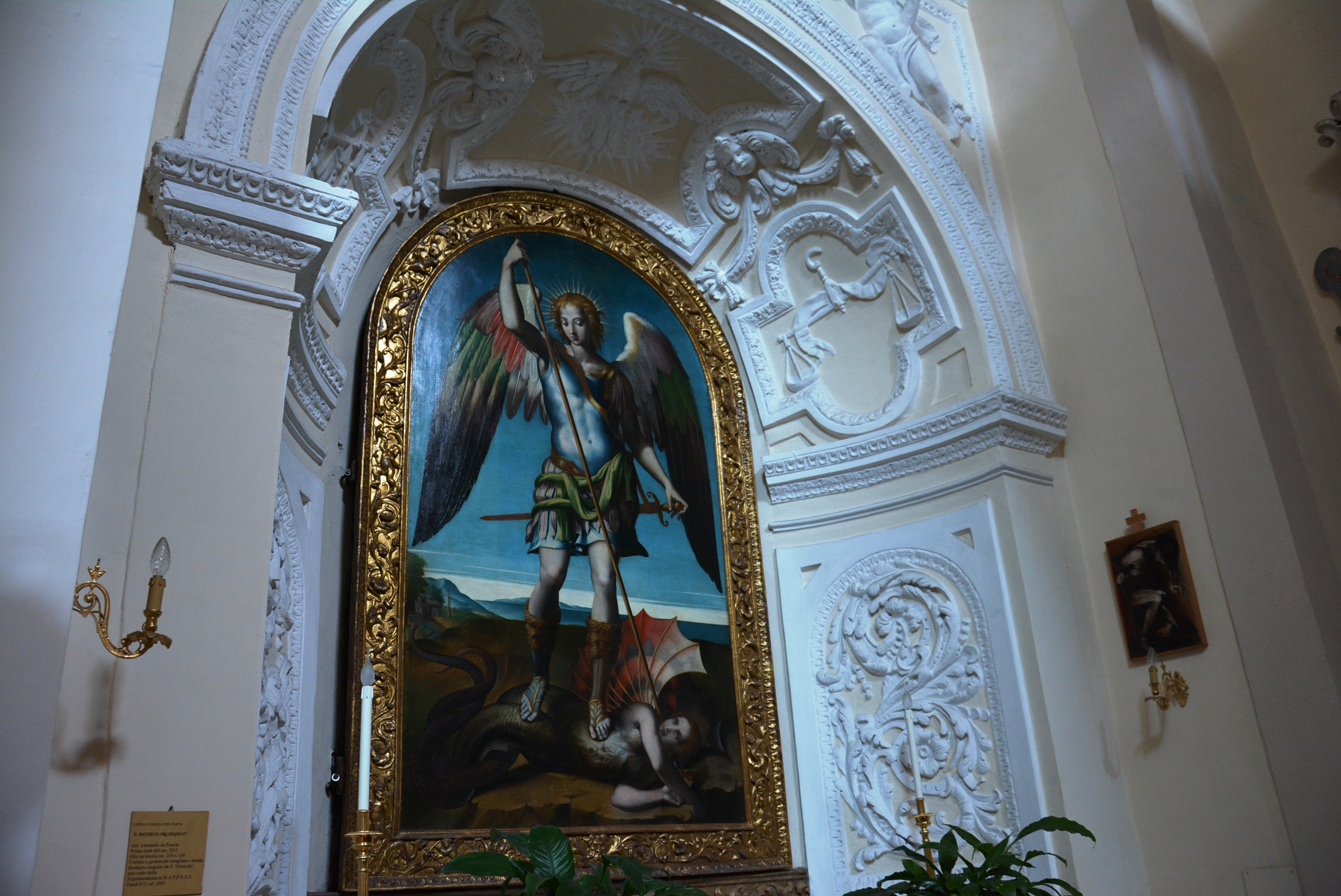
Der Erzengel Michael tötet den Dämonen (bekannt als „Teufel von Mergellina“), von Leonardo da Pistoia

Auf dem ersten Altar rechts befindet sich ein Gemälde von Leonardo da Pistoia mit einer Darstellung des Erzengels Michael, der den Dämonen tötet. Das Bild ist auch berühmt-berüchtigt als „Diavolo di Mergellina“ (Teufel von Mergellina), und soll von Kardinal Diomede Carafa in Auftrag gegeben worden sein, auf dessen Wunsch der Dämon mit den Gesichtszügen einer schönen Frau dargestellt wurde. Es rankt sich darum die Legende, dass es sich um ein Bildnis einer Dame handelt, in die Diomede selber verliebt war, die ihn aber nicht erhörte und stattdessen Beziehungen mit anderen Männern hatte; möglicherweise handelte es sich dabei um Vittoria Colonna D’Avalos. Diese Legende wurde auch von der Schriftstellerin Matilde Serao in ihrem Band Leggende Napoletane („Neapolitanische Legenden“, 1890) literarisch ausgearbeitet, und Benedetto Croce berichtete 1919 in seinen Storie e Leggende Napoletane, die Neapolitaner seien von dem schönen Gesicht des Dämons so fasziniert gewesen, dass es üblich wurde, eine ‚schöne, aber grausame Frau‘, die ‚einem Mann nicht gut tut‘, als „schön wie der Teufel von Mergellina“ (“bella come il Diavolo di Mergellina”) zu bezeichnen.

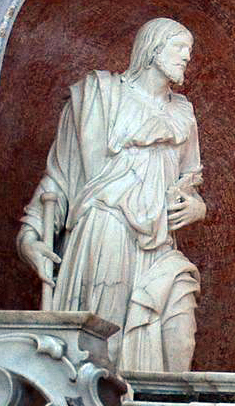
San Jacopo del Montorsoli
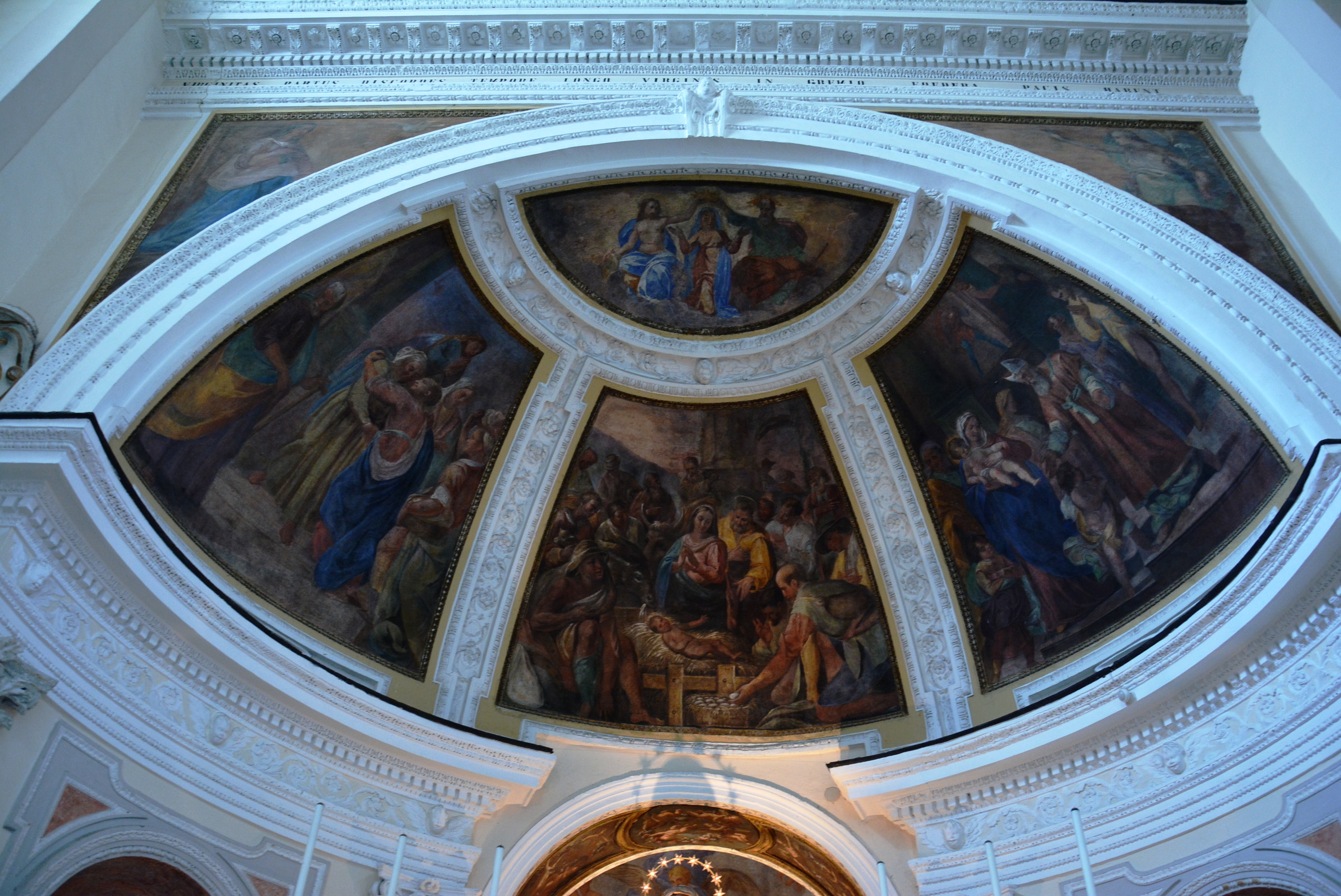
Gewölbefresken der Apsis, in der Mitte Anbetung der Hirten, darüber Marienkrönung, links Mariä Heimsuchung, rechts Circumcision
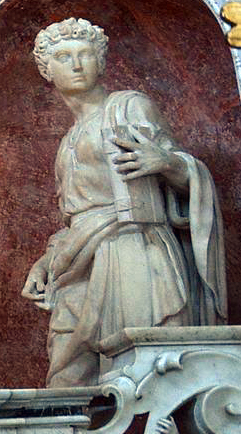
San Nazario von Ammannati

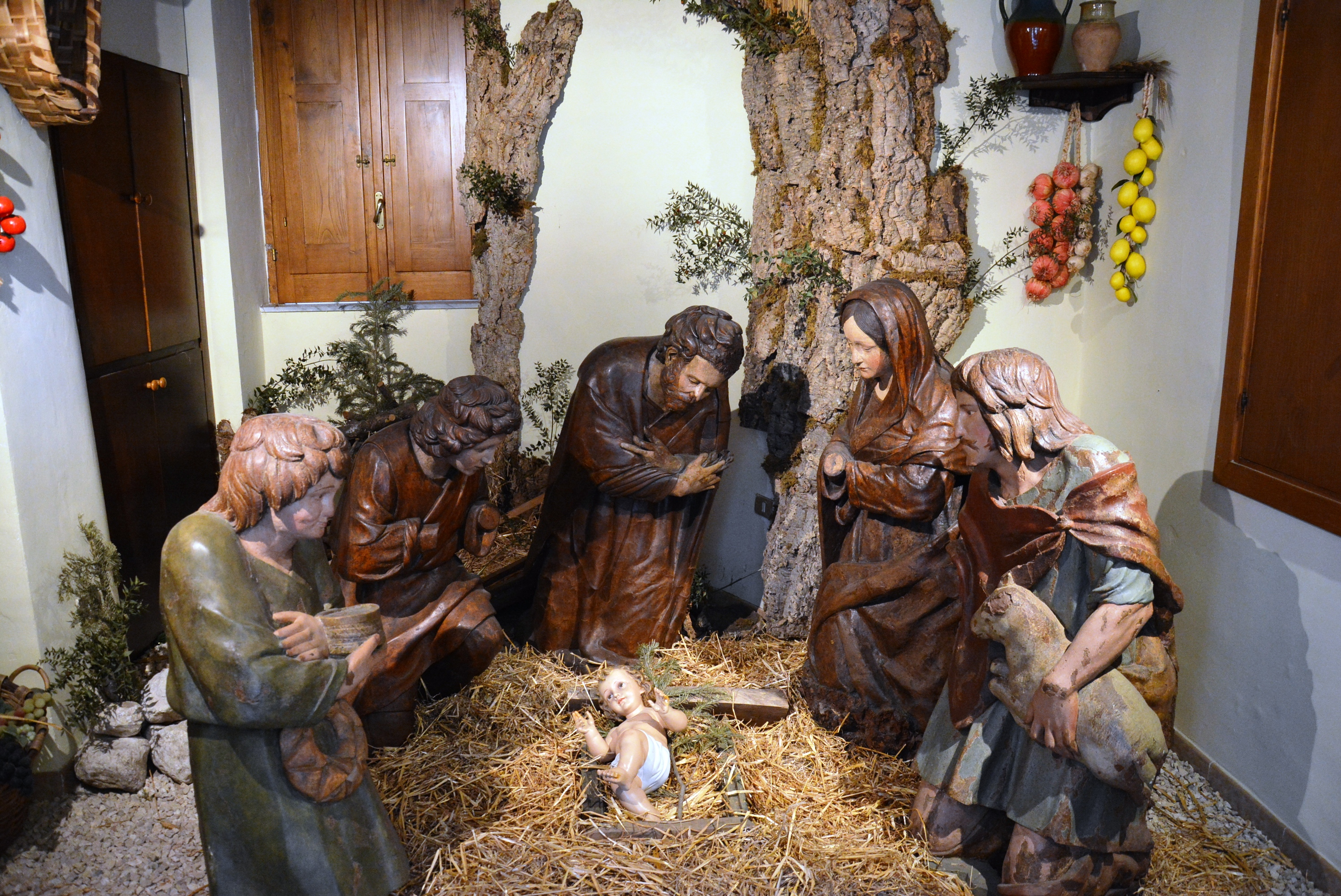
Krippe von Giovanni da Nola

### Grabmal des Jacopo Sannazaro

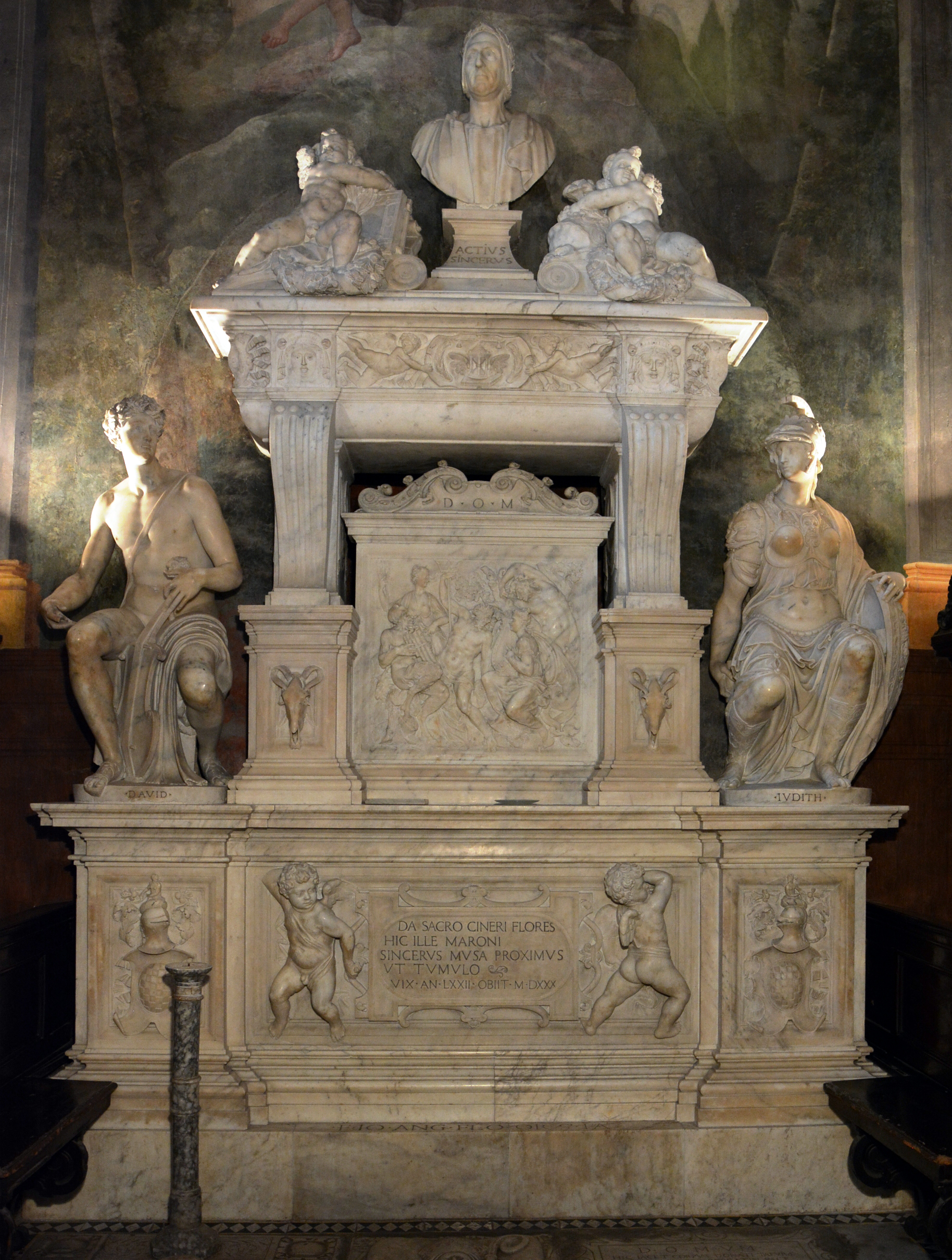
Grabmal des Jacopo Sannazaro

Das bedeutendste Kunstwerk in der Kirche ist das Grabmal von Jacopo Sannazaro in einer Kapelle neben dem Hauptaltar, das von Giovann’Angelo Montorsoli da Poggibonsi und von Francesco del Tadda unter dem Einfluss von Michelangelo geschaffen wurde, und dessen skulpturales Programm fast völlig der griechisch-römischen Mythologie und dem literarischen Werk von Sannazaro selbst entstammt: Auf dem unteren Sockel halten zwei Engelchen eine Inschrift mit einem Text von Pietro Bembo:

„Da Sacro cineri flores: Hic ille Maroni / Sincerus Musa proximus ut Tumulo. (siehe Abb.)
Gib der heiligen Asche Blumen: Hier liegt jener Sincerus, der Vergils Muse der nächste ist, ebenso wie seinem Grab.“

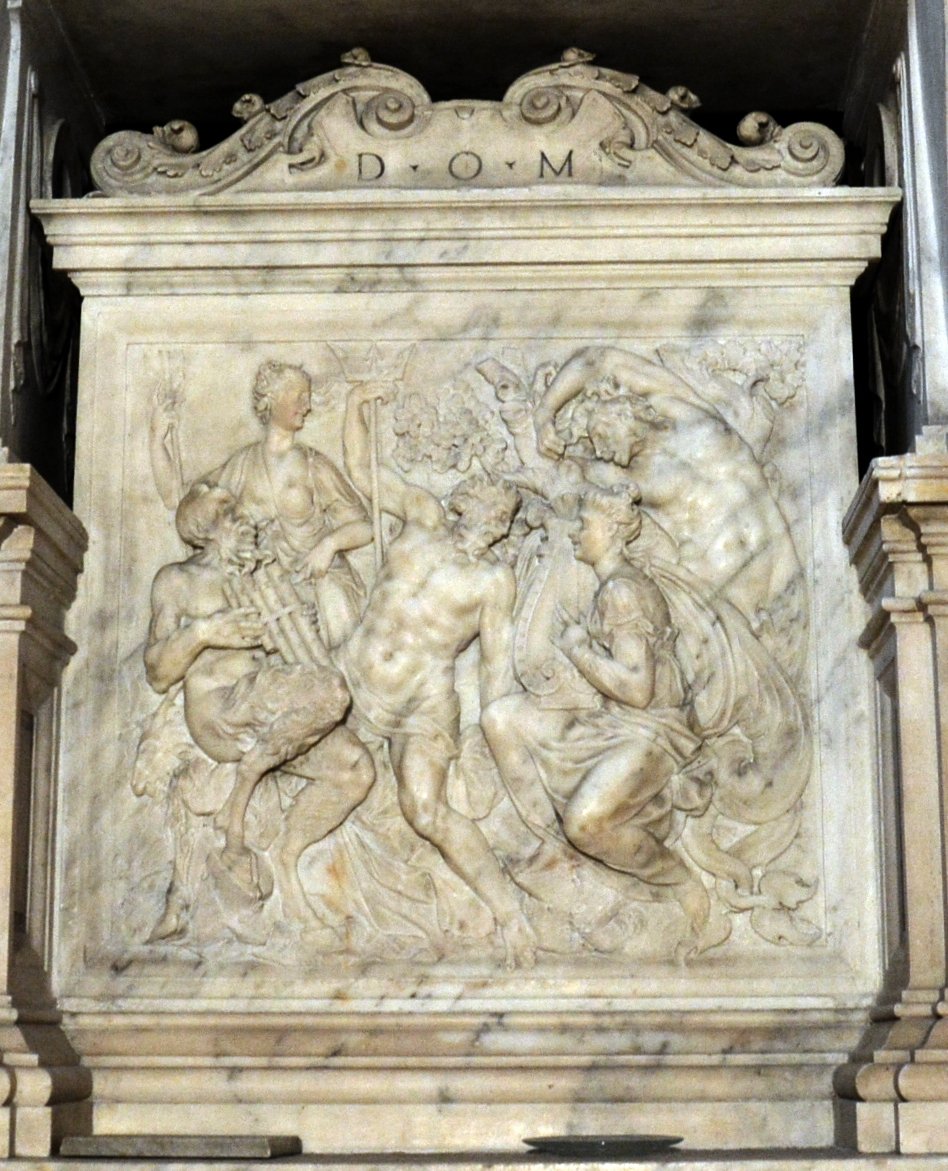
Grabmal des Sannazaro: Relief mit Neptun, Pan, Marsias und Nymphen von Silvio Cosini (oder Ammannati)

Darüber zwischen den Pfeilern des Sarkophags befindet sich ein Basrelief einer bukolischen oder arkadischen Szene mit Neptun, Pan, Marsyas und Nymphen, die von einigen Bartolomeo Ammannati zugeschrieben wird, von anderen Silvio Cosini. Die Skulpturen rechts und links davon stellen die Götter Apollo und Minerva dar und sind Werke von Ammanati; die beiden Figuren werden allerdings durch Inschriften biblisch uminterpretiert als David und Judith (siehe Abb.) – diese Namen sollen von den Mönchen später eingemeißelt worden sein, weil einer der spanischen Vizekönige drohte, das Grabmal entfernen zu lassen, weil es keinerlei christliche, sondern nur heidnische Symbolik aufweise. Der reichverzierte Sarkophag darüber wird durch die Büste von Sannazaro bekrönt, der mit einem Lorbeerkranz als poeta laureatus dargestellt und mit seinem arkadischen Dichternamen Actius Sincerus bezeichnet ist. Zu beiden Seiten halten zwei geflügelte Putti als Symbole ein Buch und einen Helm (oder ein Füllhorn?).
Die Wand hinter dem Monument und das Deckengewölbe wurden 1699 von Nicola Russo, einem Maler aus der Schule von Francesco Solimena, freskiert, der eine geflügelte Fama malte, die die Büste des Poeten krönt, dahinter der Berg Helikon und das geflügelte Pferd Pegasus, und darüber verschiedene allegorische Figuren, u. a. die Astronomie, Philosophie, Grammatik und der Rhetorik.

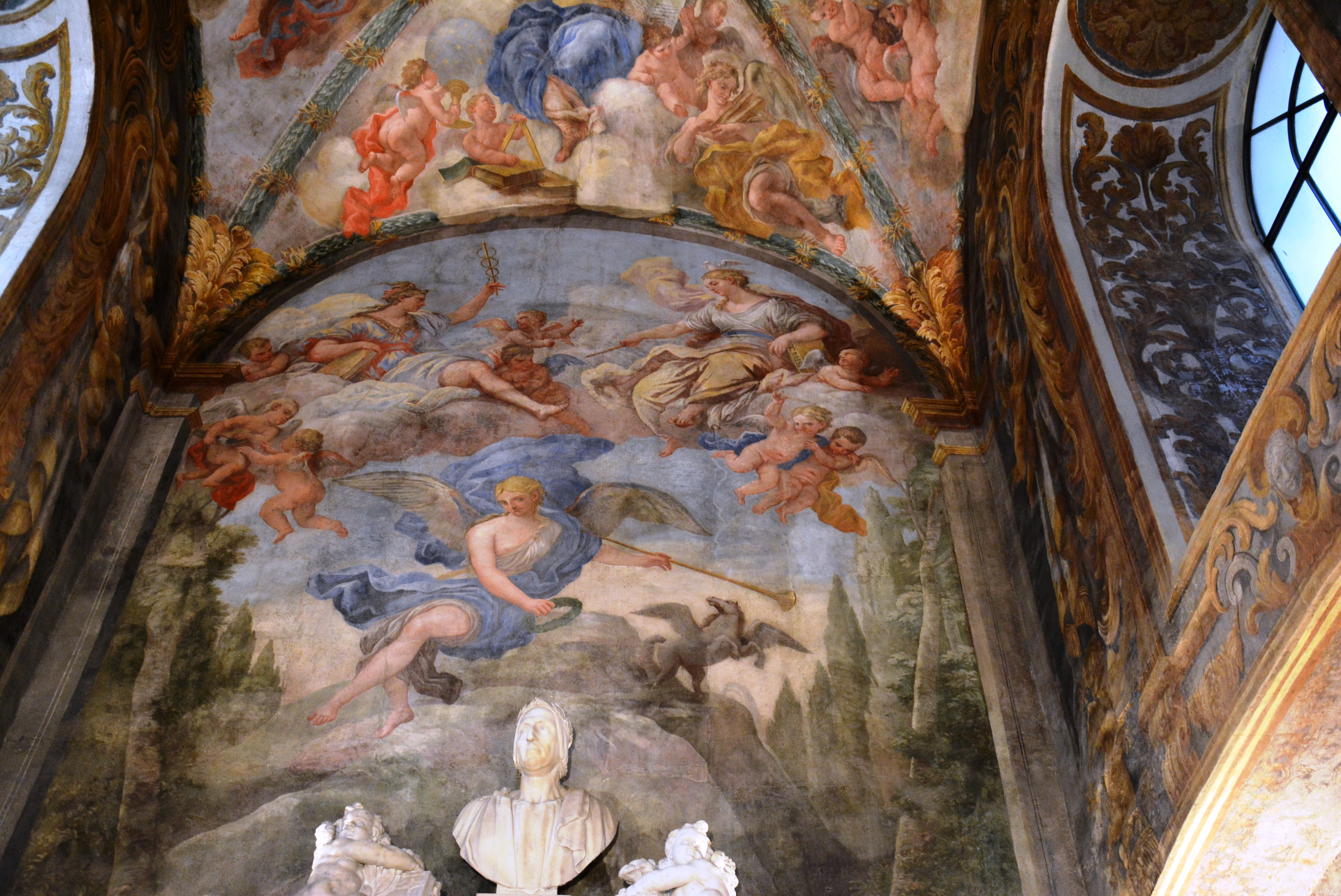
Fresken hinter dem Grabmal des Sannazaro
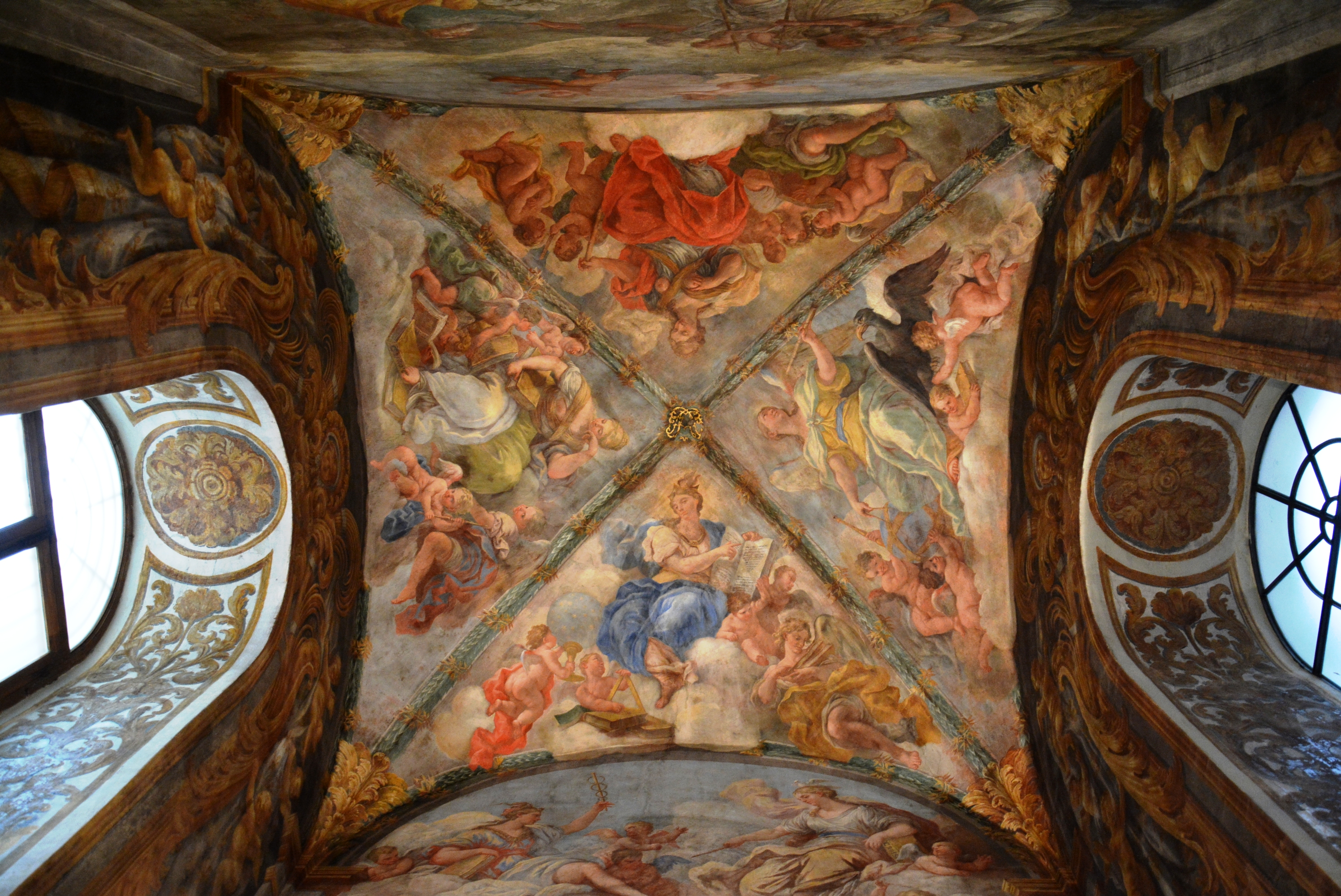
Gewölbefresken über dem Grabmal von Sannazaro

## Einzelanmerkungen
1. 1 2 3 4 5 6 7 8 9 10 11 12 13 14 15 16 17 18 19  Die „Chiesa di Santa Maria del Parto“ auf der Website   „napoligrafia“, gesehen am 20. November 2018
2. 1 2 3 4 5 6 7 8 9 10  Kurzinfos über die Geschichte von „Santa Maria del Parto a Mergellina“ auf der Website der Kirche unter „storia“ (Memento des Originals vom 21. November 2018 im Internet Archive)  Info: Der Archivlink wurde automatisch eingesetzt und noch nicht geprüft. Bitte prüfe Original- und Archivlink gemäß Anleitung und entferne dann diesen Hinweis., gesehen am 20. November 2018
3. 1 2 3 4 5 6 7 8 9 10  Ciro La Rosa: „La Chiesa di Santa Maria del Parto e la leggenda del diavolo di Mergellina“, auf der Website „Brigantino  - il portale del Sud“, Mai 2013, abgerufen am 20. November 2018 (italienisch; Quelle für den vorliegenden Artikel)
4. ↑  Attilio Carrella: La chiesa di Santa Maria del Parto a Mergellina, Soprintendenza per i Beni Artistici e Storici di Napoli, Neapel 2009, S. 99–105.
5. ↑  Attilio Carrella: La chiesa di Santa Maria del Parto a Mergellina, Soprintendenza per i Beni Artistici e Storici di Napoli, Neapel 2009, S. 69.
6. ↑  Tanja Michalsky: Erlösung in Arkadien. Sannazaros Grabmal und die Resemantisierung antiker Ausdrucksformen. Hrsg.: Alessandro Nova, Anna Schreurs. Benvenuto Cellini. Kunst und Kunsttheorie im 16. Jahrhundert. Böhlau, Köln 2003, S. 239–254.